# بياتريس ماسيلينجي
بياتريس ماسيلينجي (مواليد 10 أبريل 2003)  هي لاعبة ألعاب قوى من ناميبيا،فازت بالميدالية الفضية في سباق 100 و 200 متر في بطولة العالم للشباب في 2020.